# Tuuli Petäjä
Tuuli Petäjä (Espoo, 9 de novembro de 1983) é uma velejadora finlandesa. Medalha de prata olímpica na classe RS:X em 2012.

## Carreira
Praticante do Windsurf, é medalhista olímpica nos jogos de Londres 2012, com a medalha de prata, em 2012 foi eleita atleta do ano na Finlândia.